# 诺基亚E52
诺基亚E52是诺基亚E系列中的一员。是一款拥有240x320屏幕，使用S60第三版Feature Pack 2平台上的Symbian OS v9.3操作系统的智能手机。目前，该款手机有金属铝灰色，铝金色和金色款式。 它附送了1GB（中国市场上多为2GB）的MicroSD存储卡，另外它可以支持容量最高为16GB的MicroSD存储卡，同时自带60MB的手机存储空间。E52是诺基亚大卖的E51型商务手机的升级版本。E52和与它同期投放市场的E55在外观结构和功能上十分相近，最大的不同在于E52使用了传统的T9键盘，而E55使用的是SureType键盘。

## 基本信息
- 尺寸： 116 x 49 x 9.9 毫米
- 重量： 98 克
- 体积： 54 立方厘米
- 尺寸： 2.4 英寸 液晶彩色显示屏
- 分辨率：240 x 320 像素 (QVGA)
- 最高支持 1,600 万色
- TFT 有源矩阵
- BP-4L 1500 毫安时电池

## 电池寿命
这款手机具有优秀的电池寿命。一块1500毫安时，3.7伏的电池可以供E52使用27天。这项指标在诺基亚和其他制造商所生产的同类型手机中名列前茅。如果同时开启无线局域网、蓝牙，并使用内置的VoIP终端，电池仍然可以持续使用大约24小时。 当在3G网络或者无线局域网的环境中通过Sling媒体播放器观看电视节目的时候，电池可以使E52持续工作3到4个小时。